# Gustav Spangenberg (Maler)

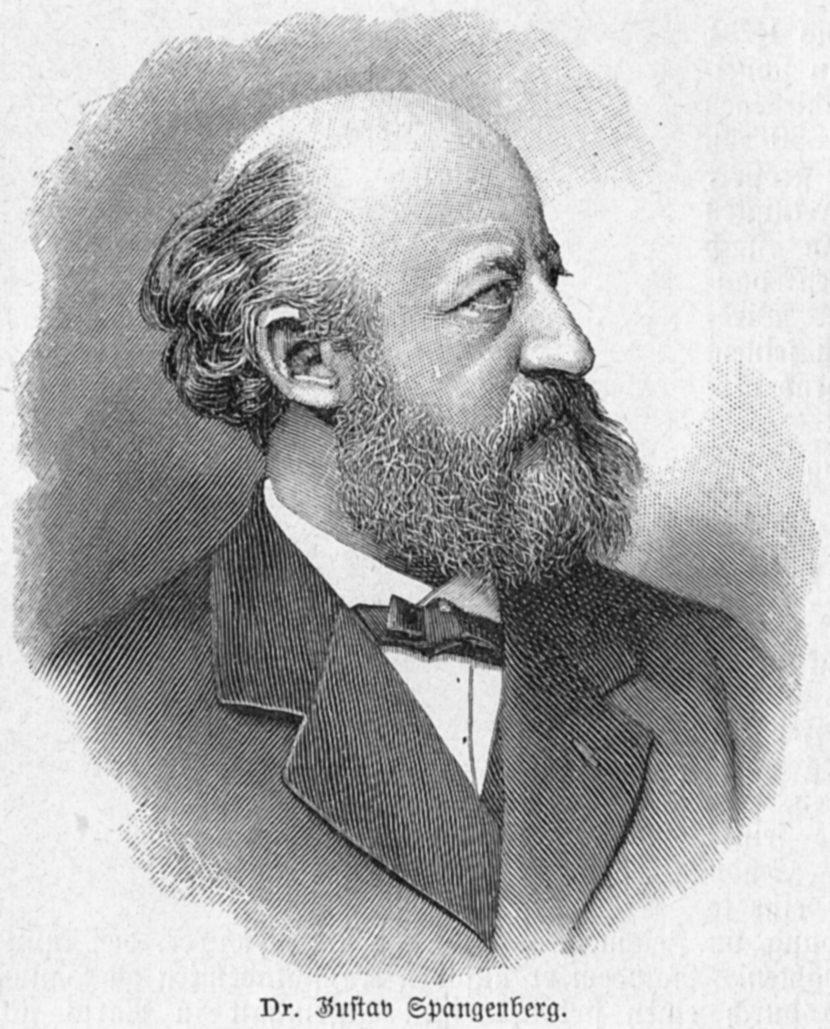
Gustav Spangenberg

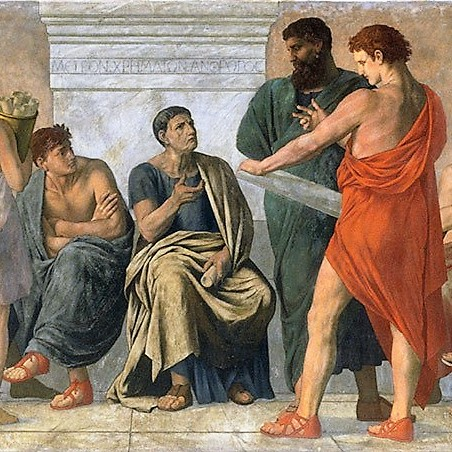
Schule des Aristoteles

Gustav Adolph Spangenberg (* 1. Februar 1828 in Hamburg; † 19. November 1891 in Charlottenburg) war ein deutscher Maler.

## Leben
Spangenberg war ein Sohn des Hamburger Arztes Georg August Spangenberg und der jüngere Bruder des Malers Louis Spangenberg. Er hatte 1844 den ersten Zeichenunterricht bei Hermann Kauffmann in Hamburg, besuchte 1845–48 die Gewerbe- und Zeichenschule in Hanau unter Theodor Pelissier und lebte von 1849 bis 1851 in Antwerpen, wo er die Akademie jedoch nur kurze Zeit besuchte. 1851 ging er nach Paris, wo er bei Thomas Couture und dem Bildhauer Baron Henri de Triqueti arbeitete, sich aber vorwiegend durch das Studium der Meister der deutschen Renaissance (Dürer und Holbein) bildete.
Nachdem er noch ein Jahr in Italien zubrachte (1857–1858), ließ er sich in Berlin nieder, wo er ab 1869 als Professor an der Akademie der Künste lehrte.
Spangenberg starb 1891 im Alter von 63 Jahren in seiner Villa in der Motzstraße 3 in Charlottenburg (heute Else-Lasker-Schüler-Straße 16, Berlin-Schöneberg) und wurde auf dem Friedhof I der Jerusalems- und Neuen Kirche beigesetzt, wo zwei Jahre später auch sein Bruder Louis seine letzte Ruhestätte finden sollte. Beide Gräber sind nicht erhalten.

## Werk
Von seinen frühen Bildern sind zu nennen:
- Das geraubte Kind
- Der Rattenfänger von Hameln
- St. Johannisabend in Köln
- Walpurgisnacht

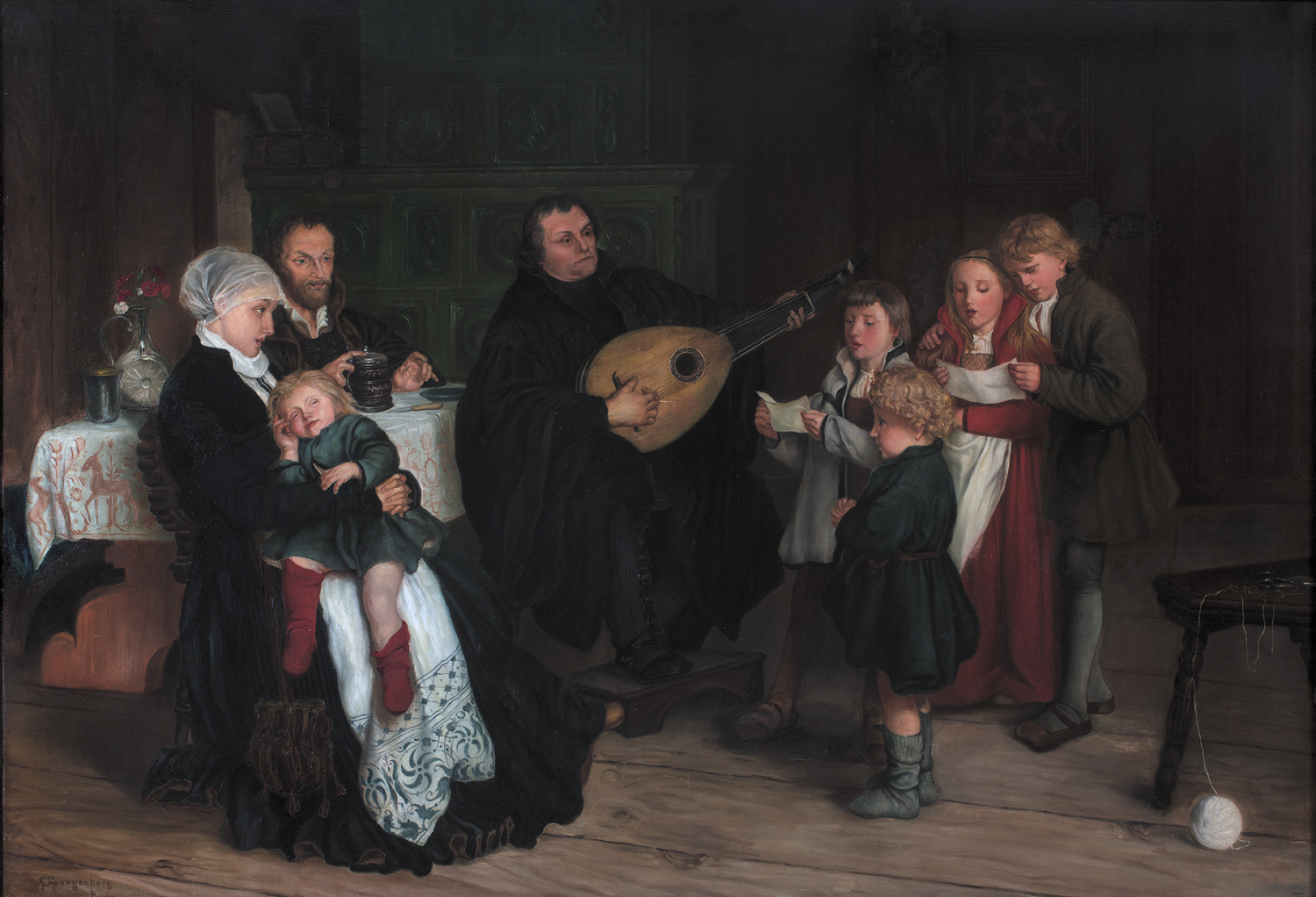
Luther im Kreise seiner Familie musizierend

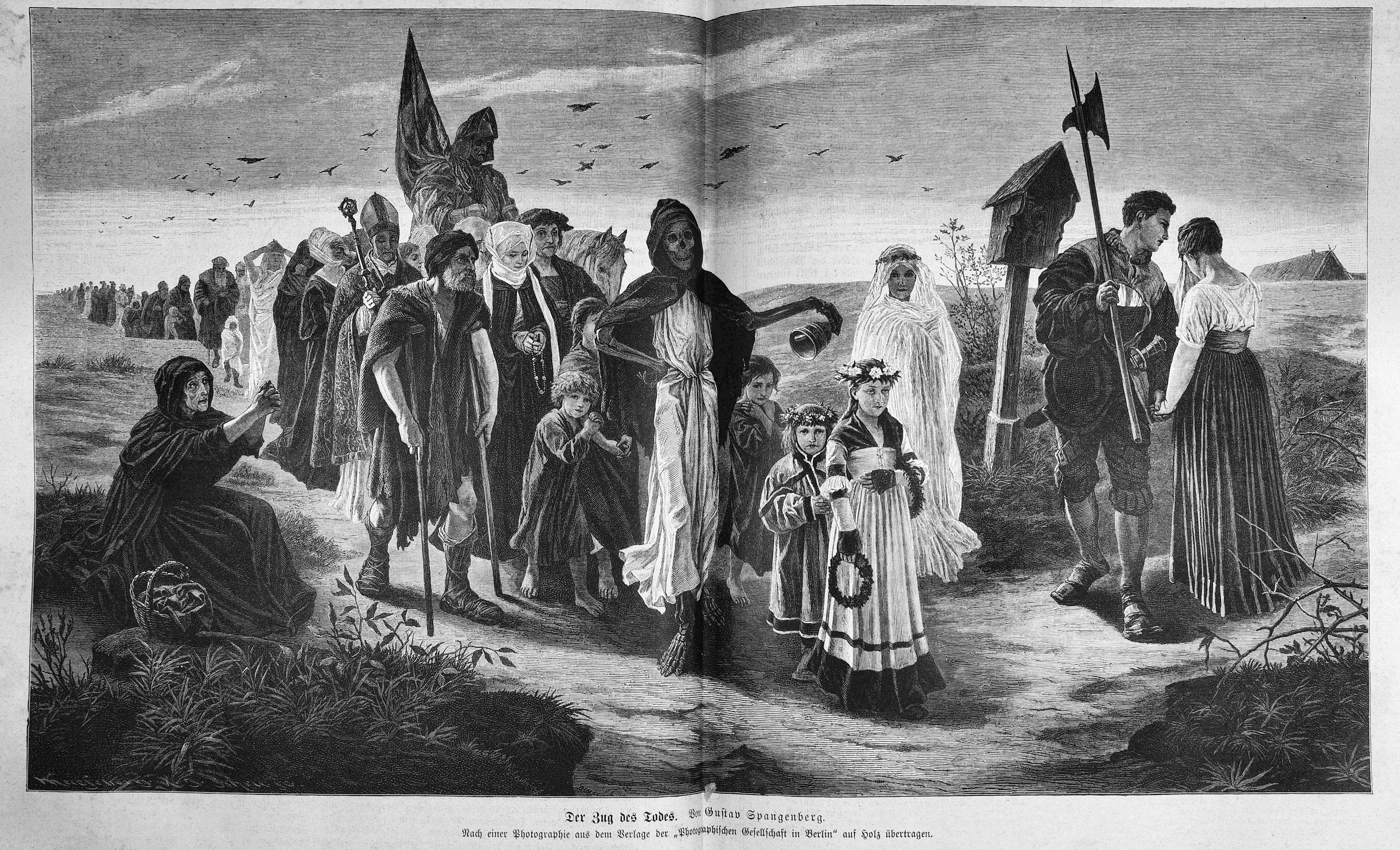
Der Zug des Todes, Abbildung in Die Gartenlaube 1879

Seinen Ruf begründete Gustav Spangenberg jedoch erst durch seine Historienbilder, die im Anschluss an die altdeutschen Meister sich durch klare Komposition, Korrektheit der Zeichnung und fleißige Durchführung des Einzelnen auszeichnen. Die Hauptbilder dieser Reihe sind:
- Luthers Hausmusik (siehe rechts)
- Luther als Junker Georg
- Luther die Bibel übersetzend (1870, Berliner Nationalgalerie)
- Luther und Melanchthon
- Luther im Kreise seiner Familie musizierend (1866)
- Luthers Einzug in Worms

Den Höhepunkt seines Schaffens erreichte er in dem tief ergreifenden
- Zug des Todes

(1876, in der Berliner Nationalgalerie), mit Figuren in der Tracht der Renaissance, welcher ihm die große, goldene Medaille einbrachte.
Hinter diesem Hauptwerk blieben seine späteren Schöpfungen
- Am Scheideweg
- Das Irrlicht
- Die Frauen am Grab Christi

an Tiefe der Empfindung und Gedankeninhalt zurück. Für das Treppenhaus der Universität Halle führte er einen Zyklus von die vier Fakultäten versinnbildlichenden Wandgemälden aus, wofür er 1888 zum Ehrendoktor der Philosophie promoviert wurde.